# Drättehorn
Drättehorn är en bergstopp i Schweiz.   Den ligger i distriktet Frutigen-Niedersimmental och kantonen Bern, i den centrala delen av landet, 50 km sydost om huvudstaden Bern. Toppen på Drättehorn är 2 794 meter över havet, eller 357 meter över den omgivande terrängen. Bredden vid basen är 3,6 km.
Terrängen runt Drättehorn är huvudsakligen bergig, men den allra närmaste omgivningen är kuperad. Närmaste större samhälle är Spiez, 15,2 km nordväst om Drättehorn. 
Trakten runt Drättehorn består i huvudsak av gräsmarker. Runt Drättehorn är det glesbefolkat, med 20 invånare per kvadratkilometer.